# Hexagone (France)
Ne doit pas être confondu avec France métropolitaine.
Pour les articles homonymes, voir Hexagone (homonymie).
1. Bray-Dunes (Nord)
sur la frontière avec la Belgique
2. Lauterbourg (Bas-Rhin)
sur la frontière avec l'Allemagne
3. Menton (Alpes-Maritimes)
sur la frontière avec l'Italie
4. Cerbère (Pyr.-Or.)
sur la frontière avec l'Espagne
5. Embouchure de la Bidassoa à Hendaye (Pyr.-Atl.)
sur la frontière avec l'Espagne
6. Pointe de Corsen à Plouarzel (Finistère)

L'Hexagone ou la France hexagonale est la partie continentale de la France métropolitaine, c'est-à-dire la France métropolitaine sans la Corse. Il s'agit à l'origine d'une locution rappelant que géographiquement sa forme s'inscrit dans un hexagone presque régulier (trois côtés terrestres et trois côtés maritimes). Le recours à ce polygone prend sa source dans l'enseignement de la géographie à la fin du XIXe siècle et est aujourd'hui utilisé à la fois dans le langage courant et dans la loi française pour désigner cette partie de la France. 
Par métonymie, l'hexagone est fréquemment utilisé dans une locution désignant le pays proprement dit (et non seulement son territoire) et dans de nombreux symboles graphiques le représentant.

## Histoire
Les hussards noirs représentent dans les années 1880 la France en un hexagone, cette simplification pédagogique sur les cartes scolaires étant mise en avant par les réformateurs de l'enseignement de la géographie tels que Pierre Émile Levasseur et Pierre Foncin. Les géographes Emmanuel de Martonne et Théophile Lavallée privilégient le pentagone, Élisée Reclus l'octogone,, mais la forme hexagonale s'impose d'autant plus après la guerre franco-allemande de 1870 qui voit la perte de l'« Alsace-Lorraine ».
La métonymie par laquelle l'Hexagone désigne la France date des années 1960. Cette symbolique est d'autant plus accentuée après la politique de l'aménagement du territoire initiée par Charles de Gaulle, l'ouverture des frontières à la suite du traité de Rome en 1957 et la décolonisation concrétisée par les accords d'Évian en 1962. La figure hexagonale est ainsi une manière de définir la France métropolitaine réduite à sa dimension européenne après la décolonisation.
La métaphore de l'hexagone n'a pas toujours été évidente et a subi plusieurs inversions de valeurs : elle a été le symbole de la puissance française sous de Gaulle mais à l'inverse l'image des métropolitains frileux pour les Pieds-noirs et enfin le reflet du francocentrisme,,,,.
Au début du XXIe siècle, les termes « Hexagone » et « France hexagonale » sont proposés et commencent à être utilisés pour remplacer les termes « métropole » et « France métropolitaine », jugés coloniaux et renvoyant au passé colonial de la France.
- La France schématisée comme un octogone concave
- Représentation schématique.
- Élisée Reclus (1877).
- John Meiklejohn (en) (1889).
- La France illustrée (1889).
- Gustave Léon Niox (1893).

## Géométrie
On peut montrer mathématiquement que l'hexagone n'est pas le polygone régulier représentant le mieux le territoire concerné.

## Usages

### Langue
L'expression Hexagone est fréquemment utilisée pour désigner la partie continentale de la France métropolitaine, par opposition à la France d'outre-mer, voire à la Corse. Ainsi, la déclinaison du second pilier de la politique agricole commune (PAC), qui concerne le développement rural, se fait via le PDRH : programme de développement rural hexagonal (la Corse et l'outre-mer ayant en effet leur propre déclinaison).
Par extension, le terme est aussi utilisé pour désigner le pays proprement dit. Par exemple, le chanteur Renaud a écrit une chanson qui porte le titre Hexagone, dans laquelle il décrit le pays, assez sombrement.

### Numismatique
L'hexagone est tracé sur des pièces de monnaie françaises : sur l'avers de la pièce de 1 franc de Gaulle (1988, gravée par Émile Rousseau) et sur les faces nationales des pièces de 1 euro et 2 euros (gravées par Joaquin Jimenez).
- Hexagone sur l'avers de pièces françaises
- 1 F de Gaulle
(1988).
- 1 € français, 1re série (1999-2021).
- 2 € français, 1re série (1999-2021).
- 2 € français, 2e série (2022-).

### Communications
À des fins de communication ou de publicité, certaines sociétés ou organisations françaises utilisent l'hexagone dans leur logo pour rappeler la France, parfois en association avec les couleurs du drapeau français :
- institutions :
  - logo de l'Assemblée des Français de l'étranger (AFE),
  - logo des sites naturels classés ou inscrits, où l'hexagone est imbriqué avec le diaphragme d'un appareil photo[14],
  - logo de FranceConnect où l'hexagone encadre la Marianne gouvernementale de profil[15],
  - logo de la Banque des territoires[16], une direction de la Caisse des dépôts et consignations ;
- établissements publics :
  - ancien logo des chambres de commerce et d'industrie (CCI), où l'hexagone encadre un caducée,
  - logo du Centre Pompidou-Metz (le bâtiment qui l'accueille est lui-même inscrit dans un hexagone rappelant la France, motif repris dans les éléments de sa charpente[17],[18],[19]),
  - logo de France Travail[20] ;
- entreprises publiques ou dans lesquelles l'État a des participations :
  - Hexafret, le nom de la filiale de fret ferroviaire de la SNCF est un mot-valise constitué d'hexagone et de fret ;
  - ancien logo de la chaîne de télévision FR3, où l'hexagone représente l'iris d'un œil,
  - logo de Colissimo, où l'hexagone se confond avec un colis pour en représenter la distribution à travers la France[21],
  - logo des Assurances générales de France (AGF) ;
- partis politiques :
  - logo du Parti social français (PSF) dans les années 1930,
  - ancien logo du Parti radical (PR), où l'hexagone encadre Marianne et est accompagné de la devise de la France,
  - ancien logo de l'Union pour la démocratie française (UDF) ;
- associations :
  - ancien logo de l'Association des maires de France (AMF), où l'hexagone est formé par une écharpe tricolore de maire,
  - logo de l'association Les Plus Beaux Villages de France ;
- sport :
  - logo de la Fédération française de football (FFF), où l'hexagone encadre un coq gaulois, aux couleurs du drapeau français,
  - logo de la Ligue 1 de football de la saison 2020-2021 à la saison 2023-2024, durant le contrat de nommage avec Uber Eats[22].

- Exemples de logos institutionnels 
 utilisant l'hexagone comme symbole de la France
- Assemblée des Français de l'étranger.
- Chambres de commerce et d'industrie (1991-2012).
- Sites naturels classés ou inscrits.
- FranceConnect.

- Exemples de logos de partis politiques 
 utilisant l'hexagone comme symbole de la France
- Parti social français.
- Union pour la démocratie française (1978-1991).

- Exemples de logos d'entreprises et associations 
 utilisant l'hexagone comme symbole de la France
- Assurances générales de France (sur la façade de l'ancien immeuble Félix Potin à Paris, qui appartient à l'entreprise).
- Fédération française de football (dans un rayon de maillots de l'Équipe de France au Mondial 2018, chez Intersport).
- Centre national du football.
- Les Plus Beaux Villages de France (sur un panneau à l'entrée d'Oingt, dans le Rhône).

- Utilisation de l'hexagone comme symbole de la France 
 par le Centre Pompidou-Metz
- Logo.
- Maquette du bâtiment hexagonal.
- Charpente à motifs hexagonaux.

### Architecture
Depuis 2014, les institutions de la Défense nationale sont réunies dans les locaux de l'hexagone Balard, un bâtiment du 15e arrondissement de Paris qui dessine un hexagone en son centre, sur le modèle du Pentagone aux États-Unis.

### Art
En 1976, Victor Vasarely réalise une sculpture intitulée Hommage à Georges Pompidou, qui représente le visage de Georges Pompidou, ancien président de la République française mort deux ans plus tôt, inscrit dans un hexagone. Il est également l'auteur d'un Hommage à l'hexagone France, découpage et collage de cartons représentant un hexagone aux couleurs du drapeau français.